# Bullet for My Valentine
«Bullet for my Valentine» (укр. «Куля для моєї коханої») — валлійський рок-гурт, що грає музику у стилі металкор, хеві-метал і треш-метал. Утворилася в 1998 році, в місті Бридженд, Уельс, і називалася «Jeff Killed John». Її учасники грали в жанрі ню-метал, переспівуючи пісні Metallica та Nirvana. Фінансові труднощі позначилися на стилі музики і назві групи і після багатьох варіантів вона стала називатися Bullet for my Valentine. Учасники стали грати сучасний металкор. У 2002 році лейбл Roadrunner Records запропонували укласти групі контракт, за яким вона повинна була випустити п'ять альбомів з Sony BMG.
Дебютний альбом Bullet for my Valentine «The Poison» вийшов 3 жовтня 2005 у Великій Британії і 14 лютого 2006 в День святого Валентина в Америці, що підходило до назви «Bullet for my Valentine». Цей альбом був присвячений старому другові Симону Рою Деннінгу. В Billboard 200 альбом потрапив на 128, а в Top Heatseekers на перше місце. На 6 лютого 2008 року було продано 375 000 копій. Альбом отримав статус золотого від Американської асоціації звукозаписних компаній.
Другий альбом групи Scream Aim Fire вийшов 29 січня 2008 в США і відразу потрапив на 4 місце в Billboard 200, в перші дні було продано 53 тисячі копій.

## Історія

### Jeff Killed John
Перш ніж з'явилася група під назвою Bullet for my Valentine, в учасників групи був інший проєкт — група Jeff Killed John(JKJ). JKJ була сформована в 1998 році Меттью Таком (ритм-гітара, вокал), Майклом Педжетом (ведуча гітара) і Майклом Томасом (барабани) коли вони вчилися в Бріджентському коледжі. 2002 року група випустила компакт диск який містив дві пісні, Nirvana та Metallica переспівані JKJ, продюсером виступив Грег Хайвер, а сам диск мав назву You / Play With Me. Фінансування взяла на себе компанія Pynci, яка допомагає починаючим Уельським музикантам. Пізніше група була запрошена на Radio 1, де зіграла в прямому ефірі.
Учасники Jeff Killed John хотіли слідувати за тенденцією ню-металу, але не бути схожими на такі групи як Korn та Limp Bizkit. Напередодні перед записом альбому з гурту пішов басист Нік Крендлі і його замінив Джейсон Джеймс, який так і залишився в групі. У цей час ню-метал ставав менш популярним і гурт вирішив змінити назву на Bullet for my Valentine, що говорило про ліричний зміст текстів гурту.
Зараз з усіх записів JKJ залишилися тільки 7 пісень, всі є концертними записами: «Bouncy Stuff», «Eye Spy», «Hostile», «Loud Live», «Nation To Nation», «Play With Me», «You». Пісня «Eye Spy» у зміненому і ліричномішу вигляді потрапила в другий альбом BFMVThe Poison під назвою «Hit the Floor».

### 2002—2005
Протягом десяти місяців Bullet for my Valentine грали на різних концертах і намагалися залучити звукозаписні лейбли. Під час одного концерту в Лондоні, Roadrunner Records зацікавилися групою і запропонували їй контракт. Але в кінцевому рахунку група підписала контракт з іншим лейблом, це був Sony BMG. Пізніше соліст BFMV Меттью Так прокоментував вибір лейбла Sony BMG так: «Ми подумали що для нас буде відкрито набагато більше дверей з Sony BMG». Однойменний EP вийшов 15 листопада 2004 у Великій Британії. До релізу увійшло п'ять треків групи, продюсером яких виступив Колін Річардсон. Другий EP Hand of Blood вийшов 22 серпня 2005 лейблом Trustkill Records тільки в США і відрізнявся від попереднього диску додаванням тільки однієї нової пісні «4 Words (To Choke Upon)».

### The Poison(2005—2007)
Дебютний студійний альбом The Poison вийшов 3 жовтня 2005 у Великій Британії в День святого Валентина 2006 року в США. Альбом потрапив на 128 місце в Billboard 200 і досяг 11 місця в чарті Top Independent Albums. Альбом отримав статус золотого від Американської асоціації звукозаписних компаній після продажу 500 000 копій в США. До альбому було випущено 4 сингли: «4 Words (To Choke Upon)», «Suffocating Under Words of Sorrow (What Can I Do)», «All These Things I Hate (Revolve Around Me)», і «Tears Don't Fall». Після виходу альбому група відправилася у світове турне.
Виступ групи 28 січня 2006 в Брікстонській Академії був записаний і став матеріалом для створення їх першого DVD — The Poison: Live at Brixton. У червні 2007 Мет страждав від ларингіту, тому в липні йому була проведена тонзілектомія (tonsillectomy). Через це Bullet for my Valentine були змушені скасувати кілька своїх концертів. Без можливості розмовляти, Так писав, що як тільки лікарі вилікують його, він повернеться в студію, щоб працювати над наступним альбомом групи.

### Scream Aim Fire(2007—2008)
Другий студійний альбом Bullet for my Valentine «Scream Aim Fire» був записаний на Sonic Ranch Studios і спродюсований Коліном Річардсоном англ. Colin Richardson. Альбом вийшов в США 29 січня 2008 року. У перший тиждень продажів було продано 53000 копій і він досяг четвертої стрічки в Billboard 200. До альбому були випущені сингли «Scream Aim Fire», «Hearts Burst into Fire» і «Waking the Demon».
На підтримку нового альбому банда вирушила в турне по Північній Америці та Австралії навесні 2008. Разом з Atreyu, Blessthefall і Avenged Sevenfold Bullet for my Valentine брали участь у турі Taste of Chaos. Групі довелося пропустити частину туру по Канаді, щоб повернутися додому і підтримати дочку Джеймса, яка була в лікарні. Вони знову виступали влітку 2008 в Північній Америці в турі No Fear з групами Bleeding Through, Cancer Bats і Black Tide. У грудні 2008 Scream Aim Fire було перевидано з чотирма новими треками, які були записані під час студійних сесій, але з перезаписаними голосовими доріжками.

### Fever(2009—2010)
Метт Так у березні 2009 року повідомив Даніелу Марезу з Metal Hammer про те, що гурт працює над написанням матеріалу і записом нового альбому. У серпні Bullet for my Valentine підтвердили, що вихід нового альбому заплановано на 2010 рік. Влітку 2009 гурт перебував в турне по США, під час якого він брав участь у Мейхемському фестивалі разом з Killswitch Engage, Slayer, Marilyn Manson і Slipknot. Вони так само з'явилися у Великій Британії на фестивалі Sonisphere, де виступали на другій сцені. На обох фестивалях гурт виконав нову пісню без назви (це була Pleasure and Pain зі зміненим текстом).
Bullet for my Valentine завершили запис свого третього альбому, який вийшов на початку 2010 року. Музиканти працювали в студії під керівництвом продюсера Дона Гілмора, який співпрацював з такими відомими групами, як Linkin Park, Good Charlotte та Pearl Jam.
Новий альбом Bullet for my Valentine вийшов 26 квітня у Великій Британії і наступного дня у США. Відразу після його виходу нового альбому гурт вирушив в тур по США, а на початку літа відвідав фестивалі Rock Am Ring & Rock Im Park, Donington Fest.

### Temper Temper(2012—2013)
Temper Temper — четвертий студійний альбом гурту, випущений 8 лютого 2013 в Австралії, і 11 лютого 2013 у всьому світі під Records RCA.Альбом був знову спродюсований Доном Гилмором, який працював над останнім альбомом гурту, Fever 2010,також над платівкою працював інженер Кріс Лорд-Alge.
12 листопада вийшов кліп на сингл "Temper Temper ". Його зняли у Лос-Анджелес, режисер — Майкл Діспенз. 17 грудня 2012 вийшов наступний сингл під назвою «Riot», відбувся реліз кліпу на YouTube. Гурт співпрацював з Крісом Джеріко з гурту Fozzy для запису пісні Dead To The World.

### Venom(2015)
31 січня 2015 року гурт розпочав запис п'ятого студійного альбому. 9 лютого на офіційній сторінці у Facebook було оголошено про те, що басист Джейсон Джеймс покинув BFMV. Причини, чому покинув гурт невідомі. 17 травня в ефірі BBC Radio 1 було презентовано новий трек No Way Out та названо ім'я нового басиста. Ним став Джеймі Матіас з гурту Revoker. 24 червня вийшов другий сингл — «You Want a Battle? (Here's a War)». Третій сингл «Army of Noise» вийшов 16 липня. Альбом вийшов 14 серпня 2015-го.
На цей момент відомо що Пейдж, соло-гітарист гурту, планує зробити спільний проєкт зі Енді Джеймсом.

## Склад гурту

### Сьогодні
- Меттью Так (англ. Matthew Tuck) — вокал, гітара (1998-теперішній час)
- Майкл Педжет (англ. Michael Paget) — основна гітара, бек-вокал (1998-теперішній час)
- Джейсон Бовлд (англ. Jason Bowld) — барабанщик (2017-теперішній час) (сесійний: 2015—2017)
- Джеймі Матіас (англ. Jamie Mathias) — бас-гітара, бек-вокал (2015-теперішній час)

### Колишні учасники
- Нік Крендлі (англ. Nick Crandle) — бас гітара, вокал (1998—2003)
- Джейсон Джеймс (англ. Jason James) — бас гітара, бек-вокал (2003—2015)
- Майкл Томас (англ. Michael Thomas) — барабанщик (1998—2017)

## Дискографія
Детальніше: Дискографія Bullet for My Valentine
Студійні альбоми
- The Poison (2005)
- Scream Aim Fire (2008)
- Fever (2010)
- Temper Temper (2013)
- Venom (2015)
- Gravity (2018)
- Bullet for My Valentine (2021)